# نيكلاس لانغ
نيكلاس لانغ هو لاعب كرة قدم ألماني، ولد في 13 يونيو 2002 في ألمانيا.

## وصلات خارجية
- نيكلاس لانغ على موقع قاعدة بيانات كرة القدم.إي يو (الإنجليزية)
- نيكلاس لانغ على موقع بيانات كرة القدم. دي إي (الألمانية)
- نيكلاس لانغ على موقع Soccerbase.com (لاعب) (الإنجليزية)
- نيكلاس لانغ على موقع Soccerway.com (الإنجليزية)
- نيكلاس لانغ على موقع عالم كرة القدم.نت (الإنجليزية)